# Richard Rodgers
Richard Charles Rodgers (ur. 28 czerwca 1902 w Nowym Jorku, zm. 30 grudnia 1979 tamże) – amerykański kompozytor  pochodzenia żydowskiego.
Znany ze współpracy z Lorenzem Hartem i Oscarem Hammersteinem II. Autor ponad 900 piosenek i 40 broadwayowskich musicali. W 1946 roku otrzymał Oscara w kategorii najlepsza piosenka za „It Might as Well Be Spring”.

## Życiorys
Urodził się w żydowskiej rodzinie. W wieku sześciu lat zaczął grać na pianinie. Uczęszczał do Townsend Harris Hall i DeWitt Clinton High School. Studiował na Columbia University.
Od 1919 roku współpracował z Lorenzem Hartem. Debiutowali piosenką "Any Old Place with You". Wśród stworzonych przez nich musicali znajdują się Poor Little Ritz Girs (1920), The Girl Friend (1926) i Connecticut Yankee (1927). W latach 30. XX wieku pisali muzykę filmową (m.in. Love Me Tonight 1932).
W 1935 roku powrócił na Broadway, komponując muzykę m.in. do Babes in Arms (1937), Pal Joey (1940). W 1943 zmarł wieloletni współpracownik Rodgersa – Hart, w ostatnich latach borykający się z problemami alkoholowymi.

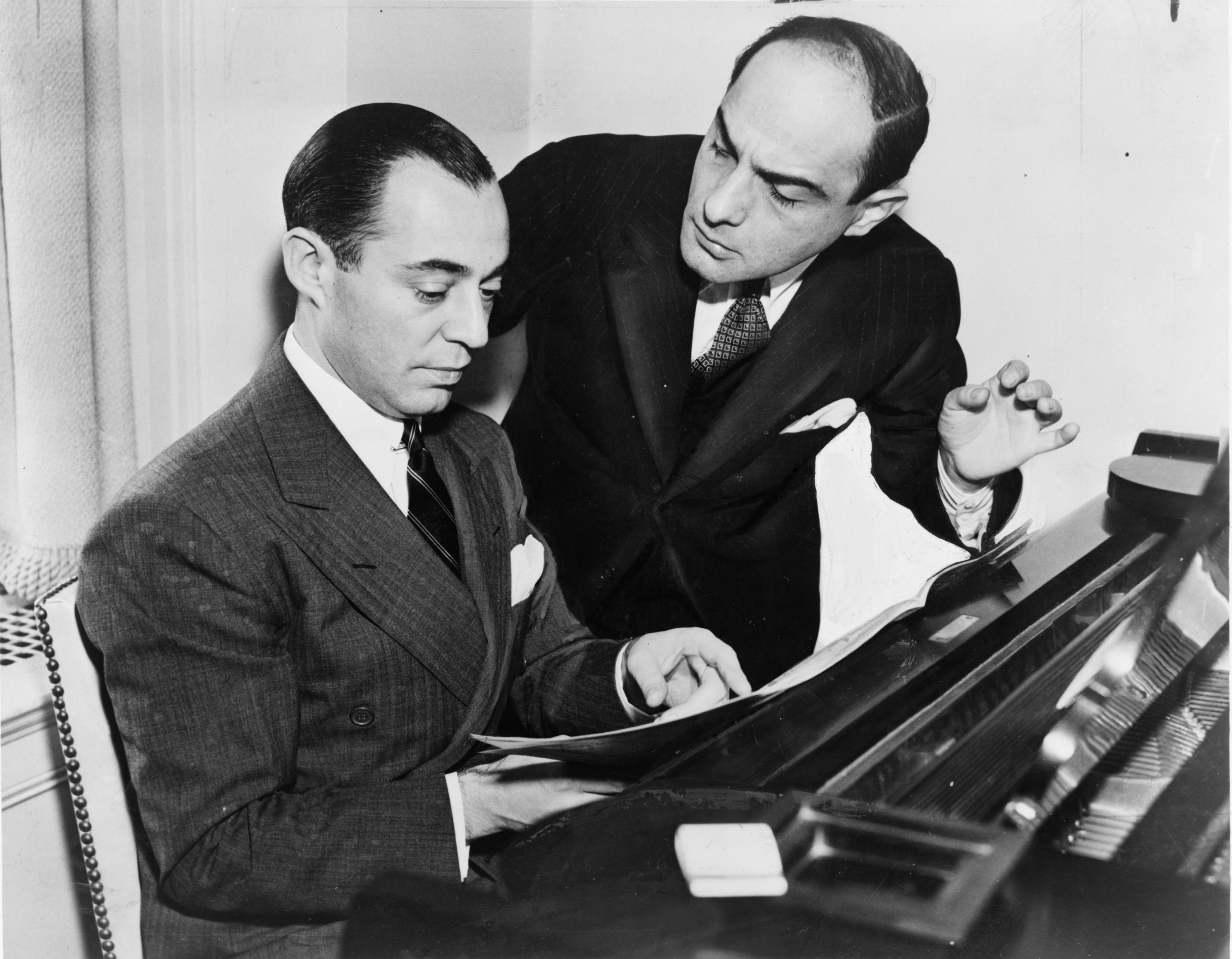
Richard Rodgers (przy fortepianie) z Lorenzem Hartem (1936)

W 1943 roku miał premierę musical Oklahoma!, który zapoczątkował wieloletnią współpracę Rodgersa z Oscarem Hammersteinem II. Później stworzyli m.in. Carousel (1945), South Pacific (1949, nagroda Pulitzera za najlepszy tekst dramatyczny), Król i ja (1951) i Dźwięki muzyki (1959). Musicale Rodgersa i Hammersteina II zdobyły w sumie 35 nagród Tony Award, 15 Oscarów, 2 nagrody Pulitzera, 2 nagrody Grammy i 2 nagrody Emmy. Ich współpracę przerwała śmierć Hammersteina w 1960 roku.